# Unwell
Unwell è un singolo discografico del gruppo musicale statunitense Matchbox Twenty, pubblicato nel 2003 ed estratto dal loro terzo album in studio More Than You Think You Are.

## Tracce
- CD (Germania/Australia)

1. Unwell (Avid Rough Cut 1) – 3:55
2. All I Need (live) – 3:41"
3. Unwell (live acoustic) – 4:12

## Video
Il videoclip della canzone è stato diretto da Meiert Avis.

## Classifiche
| Classifica (2003-2004) | Posizione raggiunta |
| ---------------------- | ------------------- |
| Stati Uniti            | 7                   |